# Le Tilleul-Lambert
Le Tilleul-Lambert är en kommun i departementet Eure i regionen Normandie i norra Frankrike. Kommunen ligger i kantonen Évreux-Nord som tillhör arrondissementet Évreux. År 2022 hade Le Tilleul-Lambert 265 invånare.

## Befolkningsutveckling
Antalet invånare i kommunen Le Tilleul-Lambert
Referens:INSEE